# Lesley-Anne Down
Lesley-Anne Down (Wandsworth, Londres, Reino Unido, 17 de Março de 1954) é uma atriz britânica.

## Filmografia parcial
| Ano       | Título                                 | Personagem               | Notas                                           |
| --------- | -------------------------------------- | ------------------------ | ----------------------------------------------- |
| 1969      | All the Right Noises                   | Laura                    |                                                 |
| 1969      | The Smashing Bird I Used to Know       | Diana                    |                                                 |
| 1971      | Six Dates with Barker                  | Cheeky                   | 1 episódio, "2774 AD: All the World's a Stooge" |
| 1971      | Out of the Unknown                     | Diana Carver             | 1 episódio, " To Lay a Ghost"                   |
| 1971      | Public Eye                             | Anne Biddersloe          | 1 episódio, "Shades of White"                   |
| 1971      | Assault                                | Tessa Hurst              |                                                 |
| 1971      | Countess Dracula                       | Ilona Nodosheen          |                                                 |
| 1972      | Pope Joan                              | Cecilia                  |                                                 |
| 1973      | From Beyond the Grave                  | Rosemary Seaton          |                                                 |
| 1973      | Scalawag                               | Lucy-Ann                 |                                                 |
| 1974      | Bedtime Stories                        | Monica                   | 1 episódio, "The Snow Queen"                    |
| 1975      | The Sweeney                            | Caroline Selhurst        | 1 episódio, "Chalk and Cheese"                  |
| 1975      | Brannigan                              | Luana                    |                                                 |
| 1973–1975 | Upstairs, Downstairs                   | Georgina Worsley         | 22 episódios                                    |
| 1976      | When the Boat Comes In                 | Jane Cromer              | 1 episódio, "King for a Day"                    |
| 1976      | The Pink Panther Strikes Again         | Olga Bariosova           |                                                 |
| 1977      | A Little Night Music                   | Anne Egerman             |                                                 |
| 1977      | Play of the Month                      | Ellie Dunn               | 1 episódio, " Heartbreak House"                 |
| 1977      | Supernatural                           | Felizitas                | 1 episódio, "Mr. Nightingale"                   |
| 1978      | The One and Only Phyllis Dixey         | Phyllis Dixey            |                                                 |
| 1978      | The Betsy                              | Lady Bobby Ayres         |                                                 |
| 1979      | The First Great Train Robbery          | Miriam                   |                                                 |
| 1979      | Hanover Street                         | Margaret Sellinger       |                                                 |
| 1980      | Rough Cut                              | Gillian Bromley          |                                                 |
| 1981      | Sphinx                                 | Erica Baron              |                                                 |
| 1981      | BBC2 Playhouse                         | Unity Mitford            | 1 episódio, "Unity"                             |
| 1982      | Murder Is Easy                         | Bridget Conway           |                                                 |
| 1982      | The Hunchback of Notre Dame            | Esmeralda                |                                                 |
| 1984      | The Last Days of Pompeii               | Chloe                    | TV                                              |
| 1985      | Arch of Triumph                        | Joan Madou               |                                                 |
| 1985      | North and South                        | Madeline Fabray LaMotte  | TV mini-series                                  |
| 1986      | North and South, Book II               | Madeline LaMotte Main    |                                                 |
| 1986      | Nomads                                 | Flax                     |                                                 |
| 1988      | Indiscreet                             | Anne Kingston            |                                                 |
| 1988      | Ladykillers                            | Morganna Ross            |                                                 |
| 1989      | CBS Summer Playhouse                   | Cassandra                | 1 episódio, "Shivers"                           |
| 1989      | Night Walk                             | Geneva Miller            |                                                 |
| 1990      | Dallas                                 | Stephanie Rogers         | 8 episódios                                     |
| 1992      | 1775                                   | Annabelle Proctor        | TV                                              |
| 1992      | Out of Control                         | Elaine Patterson         |                                                 |
| 1993      | Night Trap                             | Christine Turner         |                                                 |
| 1994      | The Nanny                              | Chloe Simpson            | 1 episódio, "Maggie the Model"                  |
| 1994      | Heaven & Hell: North & South, Book III | Madeline Main            | TV                                              |
| 1994      | Munchie Strikes Back                   | Linda McClelland         |                                                 |
| 1994      | Death Wish V: The Face of Death        | Olivia Regent            |                                                 |
| 1994      | In the Heat of Passion II: Unfaithful  | Jean Bradshaw            |                                                 |
| 1995      | Family of Cops                         | Anna Novacek             |                                                 |
| 1996      | Beastmaster III The Eye of Braxus      | Morgana                  |                                                 |
| 1996      | The Secret Agent Club                  | Eve                      |                                                 |
| 1996      | Diagnosis: Murder                      | Catherine Windsor        | 1 episódio, "A Model Murder"                    |
| 1997      | Meet Wally Sparks                      | Hooker Nurse             | cameo                                           |
| 1997–1999 | Sunset Beach                           | Olivia Blake             | TV                                              |
| 1998      | Young Hearts Unlimited                 | Barbara Young            |                                                 |
| 2000      | The King's Guard                       | Queen Beatrice           |                                                 |
| 2001      | The Meeksville Ghost                   | Emily Meeks              |                                                 |
| 2001      | You Belong to Me                       | Dr. Susan Chancellor     |                                                 |
| 2001      | The Perfect Wife                       | Helen Coburn             |                                                 |
| 2001      | Days of our Lives                      | Lady Sheraton            | 5 episódios                                     |
| 2002      | 13th Child                             | District Attorney Murphy |                                                 |
| 2003–2012 | The Bold and the Beautiful             | Jackie Marone            | TV                                              |
| 2005      | Today You Die                          | Bank Manager             |                                                 |
| 2006      | Seven Days of Grace                    | Lillian                  |                                                 |
| 2006      | Mercenary for Justice                  | cameo                    | sem créditos                                    |
| 2011      | My Dog's Christmas Miracle             | Aunt Dora                |                                                 |
| 2011      | Rosewood Lane                          | Dr. Cloey Talbot         |                                                 |
| 2012      | Haunted                                |                          | pós-produçāo                                    |
| 2012      | Of God and Kings                       | Madame Renard            | pós-produçāo                                    |